# Karel Starý (spisovatel)

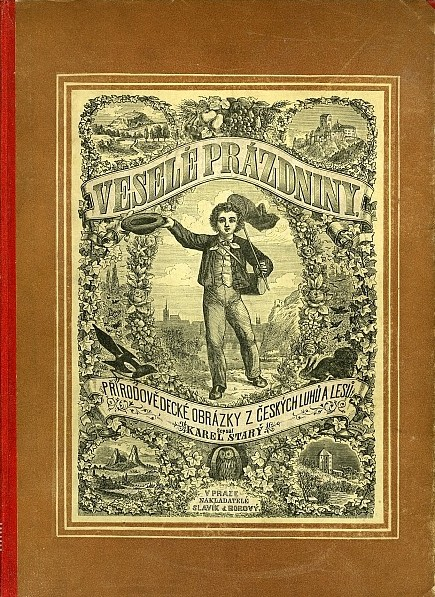
Veselé prázdniny – napsal Karel Starý (1881)

Karel Starý (24. října 1831 Vepřová - 9. prosince 1898 Praha), byl český středoškolský profesor, spisovatel, publicista a překladatel.

## Život
Karel Starý se narodil v obci Vepřová do rodiny učitele Václava Starého a jeho ženy Anny rodem Novotné.
V roce 1874 se v Broumově oženil s Augustou Wintrovou (*1854), později spolu měli tři děti, nejstarší byla dcera Anna (*1875), další dcera Marie (*1877) se narodila v Broumově a poslední byl syn Jaroslav (*1879).
V letech 1867–1895 pobýval v Praze i s celou svou rodinou. Karel Starý zemřel v Praze koncem roku 1898.

## Dílo
- 1868 O výživě lidského těla a o důležitějších potravách našich
- 1872-1878 Život zvířat
- 1874 Stručná tělo- a zdravověda pro školy a domácnost
- 1875 Fysika pro občanské a vyšší dívčí školy[8]
- 1877 Zábavy přírodopisné k prospěchu mládeže českoslovanské
- 1881 Veselé prázdniny (ilustroval Karel Maixner)
- 1896 O hmyzožravcích
  - O netopýrech
  - O světle
  - O šelmách kočkovitých
- 1897 O šelmách psovitých